# Esquenta
Esquenta é a denominação de beber bebidas alcoólicas em casa ou em outro lugar, antes de ir para a balada ou festa.
Possui diversas motivações como economia no preço pago entre uma bebida no supermercado e na balada, sociabilização, ou apenas para aguardar por possíveis convidados.
Estudos mostraram que quem ingere álcool antes de sair de casa, acaba bebendo quase o dobro durante a noite, cometendo uma falsa economia. Segundo pesquisas, divulgada pelo jornal Daily Mail, quem faz este "esquenta" acaba ingerindo o dobro de álcool, pois bebe a mesma quantidade no bar. Além disso, a pessoa se torna mais propensa a assumir um comportamento de risco, como usar drogas e fazer sexo sem segurança, e tem mais chance de sofrer com apagões, amnésia alcoólica e forte ressaca no dia seguinte.